# Pteleopsis
Pteleopsis é um género botânico pertencente à família Combretaceae.